# 高橋健太
髙橋 健太（たかはし けんた、1992年〈平成4年〉12月4日 - ）は、日本のプロバスケットボール選手。栃木県出身。ポジションはポイントガード。

## 人物
宝木小学校、若松原中学校、作新学院高等学校、明星大学を卒業。
明星大学男子バスケットボール部では、1年生の時からスターティングメンバーとして出場し、3年生の時は副キャプテン、4年生の時にはキャプテンを務める。学生時代のポジションはポイントガード。アグレッシブなディフェンスとハードワークが持ち味。
2017-18シーズン、鹿児島レブナイズと契約。
2018-19シーズンも、鹿児島レブナイズとの契約を継続。
2019-21まで大分DEVILSに在籍。
2021-22シーズン、しながわシティに移籍。
2022年3月9日、しながわシティとの契約を解除。

## 個人成績
| シーズン   | チーム           | GP | GS | MPG | FG%  | 3P% | FT% | RPG | APG | SPG | BPG | TO  | PPG |
| ---------- | ---------------- | -- | -- | --- | ---- | --- | --- | --- | --- | --- | --- | --- | --- |
| B3 2017-18 | 鹿児島レブナイズ | 32 | 5  | 6.2 | 14.3 | 7.1 | 75  | 0.6 | 0.7 | 0.2 | 0.0 | 0.3 | 0.3 |
| B3 2018-19 | 鹿児島レブナイズ |    |    |     |      |     |     |     |     |     |     |     |     |